# Костарєв Олег Володимирович
Олег Володимирович Костарєв (нар.. 25 квітня 1986, Глазов, Удмуртська АРСР, СРСР) — російський терорист, член терористичної організації «СПАС» Миколи Корольова. 21 серпня 2006 року з співучасниками влаштував вибух на Черкізовському ринку. В 2008 році засуджений до довічного позбавлення волі.

## Біографія
Олег Володимирович Костарєв народився 25 квітня 1986 року в місті Глазові Удмуртської АРСР. Отець Володимир Валерійович Костарєв — директор глазовського «Водоканалу» і депутат муніципального освіти «Кожильское» Глазовського району Удмуртії, мати Галина Василівна Костарєва — викладачка фізико-математичного ліцею.
Навчався у фізико-математичному ліцеї, виявляв інтерес до піротехніки, в 7-му класі почав займатися в стрілецькому тирі, навчався ножового бою, карате, боксу, кікбоксингу, ушу. Захоплювався комп'ютерними іграми. У 2003 році вступив в Москві в РХТУ.
У листопаді 2004 року познайомився з Олександром Коловратом, з початку 2005 року брав участь на боці молодіжних нацистських угруповань в бійках з антифашистами та жителями неросійських національностей в Москві. В початку лютого 2006 року через Олександра Коловрата познайомився з Миколою Корольовим і вступив до «СПАСу». З червня 2006 року був притягнутий як хімік, який має доступ до радіоактивних матеріалів, в загін підривників, призначений «заступником по терористичній діяльності». 21 серпня 2006 заарештований у справі про вибух на Черкізовському ринку. 15 травня 2008 року разом з Корольовим і декількома співучасниками засуджений до довічного позбавлення волі.
З 30 квітня 2009 року Олег Костарєв відбуває покарання в колонії ІК-6 Оренбурзької області «Чорний дельфін».
10 квітня 2012 року разом з Миколою Корольовим Московським міським судом додатково засуджений на 15 років позбавлення волі за вбивство у 2006 році громадянина Китаю Чи Чживэя. 12 липня того ж року Верховний Суд Російської Федерації залишив новий вирок Королеву і Костарєву в силі.

## У масовій культурі
- Документальний фільм «Терористи з Черкізовського ринку» з циклу Вахтанга Мікеладзе «Довічно позбавлені свободи»